# Teatro Eden (Viareggio)
Il Teatro Eden è un teatro situato a Viareggio attivo dal 1930. Dal 1936 al 2020 anche come cinema. Il proprietario è il comune di Viareggio.

## Storia e descrizione
L’Eden nasce come caffè concerto nel 1900: è una costruzione di legno e ne è proprietario Paolo Morandi. Nel 1903 ospitò numerosi artisti di café chantant, tra i quali Ettore Petrolini. Nel 1913 venne ricostruito in muratura, ed è anche per questo che l’Eden si salvò dal vasto incendio del 1917 nel quale andarono distrutti gli chalet della Passeggiata. Quando, nel 1930, l'attore Ermete Zacconi decide  di stabilirsi in città, si fa costruire un teatro su misura da Ario Morandi. Nasce così il Teatro Eden, esempio di tardo Stile Liberty. Alcune modifiche vengono eseguite nel 1933.
Fu inaugurato il 26 luglio 1930 con Il cardinale Lambertini di Testoni. Sulla sommità della facciata, la scritta “Sate” (acronimo di Società anonima teatro Eden, impresa nella quale Zacconi era il maggior azionista).
All’Eden si esibiscono compagnie celebri: Antonio Gandusio, Gino Cervi, Camillo Pilotto, Tatiana Pavlova, Gilberto Govi, Totò, Erminio Macario, Isa Bluette, Odoardo Spadaro, Dina Galli.

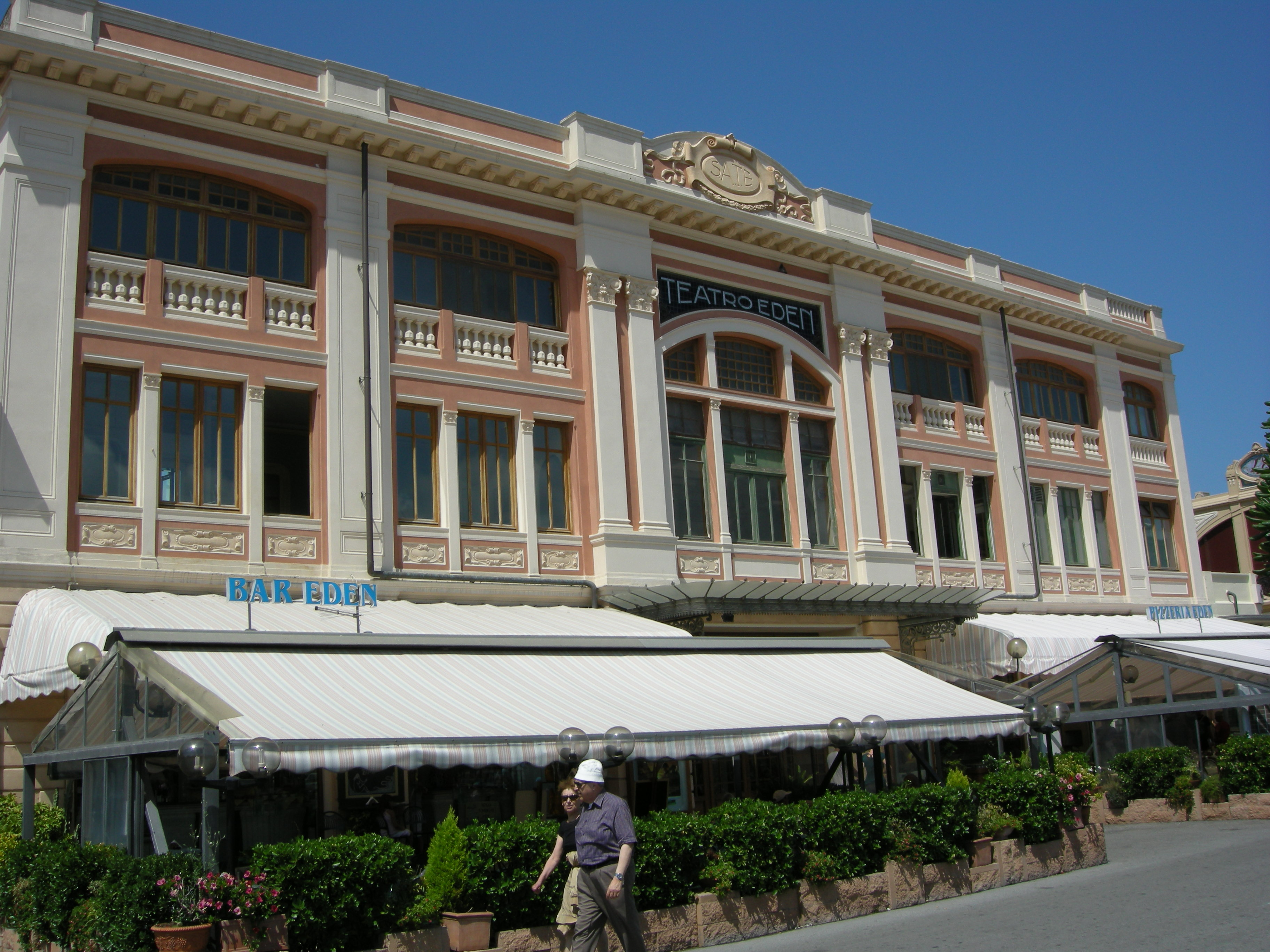
Facciata del Teatro Eden

Con la morte di Zacconi nel 1948, il Teatro Eden diventa quasi del tutto cinema fino al 2020, quando viene definitivamente chiuso, dato che i costi di gestione erano diventati insostenibili per il gestore.
Un progetto di multisala viene bocciato dalla Sovraintendenza ai beni culturali, nell'agosto 2020.
Dal 15 luglio 2024, il Teatro Eden è del comune di Viareggio, grazie ad un versamento di 1 milione e 700.000 euro al concessionario dell'immobile. Il retropalco è attualmente inagibile, in attesa di lavori. Infatti una parte dei camerini fu demolita e ristrutturata come residenza civile della famiglia Zacconi nel 1950. Con una capienza ridotta ospita concerti, manifestazioni ed eventi.
Il 4 luglio 2025, il sindaco Giorgio Del Ghingaro annuncia che entro fine anno sarà presentato il maxi progetto di riqualificazione e messa in sicurezza del Teatro di svariati milioni di euro, ma andrà in dote alla futura amministrazione il progetto esecutivo.